# Rytel-Nadleśnictwo
Rytel-Nadleśnictwo – kolonia w województwie pomorskim, w powiecie chojnickim, w gminie Czersk.
Nadleśnictwo zarządza gruntami Skarbu Państwa o łącznej powierzchni 17532,95 ha.
W latach 1975–1998 miejscowość administracyjnie należała do województwa bydgoskiego.